# Parque nacional de Vansda
El parque nacional de Vansda (o Bansda) es un parque nacional de la India, en el distrito de Navsari, estado de Guyarat. Es representativo de los espesos bosques de los Dangs y el sur de Guyarat.
Situado a orillas del río Ambika y con una extensión aproximada de 24 km², el parque queda a unos 65 km al este de la ciudad de Chikhali en la Autopista nacional 8, y alrededor de 80 km al noreste de la ciudad de Valsad. Vansda, la ciudad de la que el parque toma su nombre, es un importante centro comercial para la región donde la mayor parte de la población está representada por adivasis. La autopista estatal Vansda-Waghai recorre el parque, lo mismo que el ferrocarril de vía estrecha que une Ahwa con Billimora.
Creado en el año 1979 como un parque nacional, el bosque caducifolio tiene bosquecillos de bambúes "Katas". Se encuentra entre los Ghats Occidentales de la cordillera Sahyadri.
Aparte del jardín botánico, algunas de las atracciones incluyen las tribus locales, las "cascadas Gira" y el "centro de conservación". Como parte del desarrollo ecoturístico de la zona, el gobierno de Guyarat ha creado un cámpingen Kilad. Hay también un centro de cría de cérvidos mantenido por el Club de la naturaleza de Surat en esta región. La mejor época para visitarlo es en la temporada posterior al monzón, hasta el invierno cuando los bosques están verdes y las corrientes caudalosas. 

## Flora
Hay 443 especies de angiospermas. Entre ellas se incluyen teca, "sadad" (Terminalia arjuna), "khakhro" (Butea monosperma), bambú, "mahudo" (Madhuca longifolia var. latifolia), "kusum" (Schleichera oleosa), "shimlo" (Bombax ceiba), sisu, laurel indio, grosellero de la India, sisu, etc. Hay una variedad de coloridas orquídeas en el río Ambika.

## Fauna
Importantes animales que se pueden encontrar aquí son el leopardo, el macaco Rhesus, civeta de las palmeras común, langur gris, civeta enana, antílope cuatricorne, jabalí, puercoespín de la India, muntíaco, hiena, gato de la jungla, ardillas voladora, pitones, e incluso serpientes venenosas como la víbora de Russel, cobras, krait común, etc. También se pueden encontrar aquí pangolines, el gato herrumbroso y la ardilla malabar, especie en peligro. 
Hay también atractivas especies de aves de los bosques que son una de las principales atracciones del turismo ecológico. Alrededor de 155 especies de aves se pueden incluir en el parque, entre ellas cálao gris indio, vinago de Ceilán, suimanga siparaja, trogón malabar, turdoide matorralero, mochuelo de Blewitt, shama oriental, picamaderos ventriblanco.
Aparte, hay una variedad de insectos, ciempiés, milpiés y caracoles. Hay alrededor de 121 especies de arañas algunas de ellas las de mayor tamaño en Guyarat la araña de seda de oro.